# يولاندا سالديفار
يولاندا سالديفار  (بالإسبانية: Yolanda Saldívar) هي ممرضة أمريكية سابقة أُدينت بقتل المغنية الأمريكية المكسيكية سيلينا في 31 مارس 1995.
وُلدت يولاندا في 19 سبتمبر 1960 في سان أنطونيو، تكساس، وعملت كممرضة قبل أن تصبح مهتمة بموسيقى التيجانو. أسست نادي معجبين لسيلينا في عام 1991 بعد حضور إحدى حفلاتها، وسرعان ما أصبحت مديرة النادي بسبب تفانيها. في عام 1994، عيّنها والد سيلينا، أبراهام كوينتانيلا، مديرة لمتاجر سيلينا الخاصة ببيع الملابس والإكسسوارات.
بدأت المشاكل عندما اكتشف أبراهام أن يولاندا كانت تختلس أموالاً من نادي المعجبين والمتاجر، حيث بلغت المبالغ المختلسة أكثر من 60,000 دولار. في مارس 1995، طردها أبراهام من إدارة المتاجر، لكن سيلينا واجهتها في فندق في كوربوس كريستي لاستعادة سجلات مالية. خلال المواجهة، أطلقت يولاندا النار على سيلينا في ظهرها، مما أدى إلى وفاتها عن عمر 23 عامًا بسبب نزيف حاد. بعد الجريمة، حاصرت الشرطة يولاندا في شاحنتها لمدة 9 ساعات ونصف، حيث حاولت الانتحار قبل أن تستسلم.
في أكتوبر 1995، أُدينت يولاندا بتهمة القتل من الدرجة الأولى وحُكم عليها بالسجن مدى الحياة مع إمكانية الإفراج المشروط بعد 30 عامًا، خلال المحاكمة، زعمت أن إطلاق النار كان عرضيًا، لكن الادعاء أثبت أنها كانت متعمدة بعد أن اشترت المسدس قبل أسابيع من الحادث. ونك رُفض التماس الإفراج المشروط، الذي قُدّم في يناير ٢٠٢٥، في ٢٧ مارس ٢٠٢٥، مع تحديد مارس ٢٠٣٠ موعدًا تاليًا لمراجعة طلب الإفراج المشروط.